# Dallas/Fort Worth Metroplex
La région métropolitaine Dallas–Fort Worth–Arlington, nom donné par le Bureau du recensement des États-Unis à dater de 2003, est une aire urbaine qui couvre 12 comtés de l'État américain du Texas. Elle est scindée en deux divisions métropolitaines : Dallas–Plano–Irving et Fort Worth–Arlington. Les résidents de cette région l'appellent Dallas/Fort Worth Metroplex, ou simplement le Metroplex (le terme a été à l'origine inventé pour Dallas/Fort Worth) ; North Texas est aussi un terme communément utilisé.
Selon les estimations du Bureau de recensement des États-Unis, la région métropolitaine a, au 1er juillet 2006, une population de six millions d'habitants. Elle est la plus grande région métropolitaine du Texas, la 4e des États-Unis et la 44e dans le monde. Elle couvre une superficie de 24 000 km2 (9 249 sq. mi) ; ainsi, la région est plus grande que l'État du New Jersey.

## Composition
La région métropolitaine est composée des 12 comtés suivants :

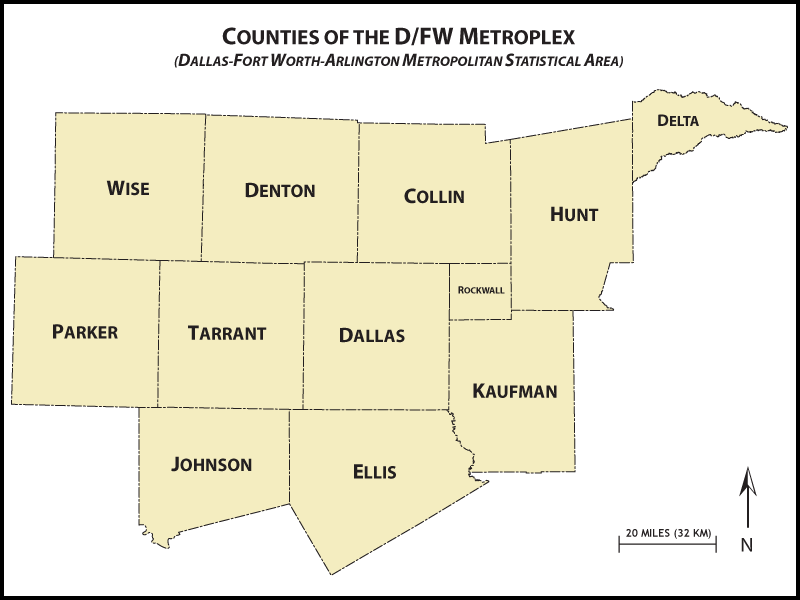
La carte des 12 comtés de Metroplex

| - Comté de Collin - Comté de Dallas - Comté de Delta - Comté de Denton - Comté d'Ellis - Comté de Hunt | - Comté de Johnson - Comté de Kaufman - Comté de Parker - Comté de Rockwall - Comté de Tarrant - Comté de Wise |

## Les villes de plus de100 000habitants

Sectional Map State of Texas Dallas and Tarrant Counties, 1915

- Dallas : 1 232 940 (2 006)
- Fort Worth : 653 320 (2 006)
- Arlington : 367 197 (2 006)
- Plano : 255 009 (2 006)
- Garland : 217 963 (2 006)
- Irving : 201 927 (2 006)
- Grand Prairie : 153 812 (2 006)
- Mesquite : 131 447 (2 006)
- Carrollton : 121 604 (2 006)
- Denton : 109 561 (2 006)
- McKinney : 107 530 (2 006)

## Démographie
Composition de la population en % (2010)
| Groupes         | Dallas/Fort Worth Metroplex | Texas | États-Unis |
| --------------- | --------------------------- | ----- | ---------- |
| Hispaniques     | 27,5                        | 37,6  | 16,7       |
| Blancs          | 22,7                        | 32,8  | 55,7       |
| Afro-Amèricains | 15,4                        | 11,9  | 12,6       |
| Autres          | 10                          | 10,5  | 6,2        |
| Asiatiques      | 5,9                         | 3,8   | 4,8        |
| Mètis           | 2,4                         | 2,7   | 2,9        |
| Amèridiens      | 0,6                         | 0,7   | 0,9        |
| Ocèaniens       | 0,1                         | 0,1   | 0,2        |
| Total           | 100                         | 100   | 100        |